# Mide (Ulcinj)
Pour les articles homonymes, voir Mide.
Mide (en serbe cyrillique : Миде) est un village du sud-est du Monténégro, dans la municipalité d'Ulcinj.

## Démographie

### Évolution historique de la population
| 1948 | 1953 | 1961 | 1971 | 1981 | 1991 | 2003 |
| ---- | ---- | ---- | ---- | ---- | ---- | ---- |
| 352  | 363  | 340  | 382  | 427  | 480  | 222  |